# Bavarikon

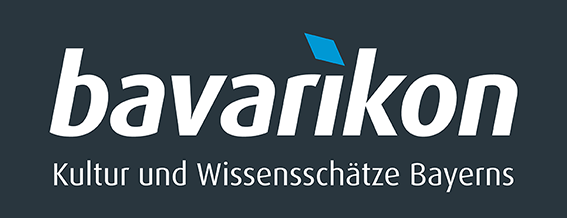
Logo des Kulturportals bavarikon

bavarikon ist ein Internetportal des Freistaats Bayern zur Präsentation von Kunst-, Kultur- und Wissensschätzen bayerischer Institutionen. Es ging im April 2013 online. Beteiligt sind Archive, Bibliotheken, Museen sowie Einrichtungen der Landesverwaltung, der Denkmalpflege und der Wissenschaft.
Das Portal bietet kostenfreien Zugang zu einer breiten Palette von Kulturgütern, darunter Urkunden, Archivalien, Handschriften, archäologische Funde, Gemälde, Grafiken, Fotografien, Stadtpläne, Landkarten, Skulpturen, Zahlungsmittel sowie Objekte der Volkskultur. Ausgewählte Exponate werden als 3D-Modelle präsentiert. Viele Digitalisate sind eigens für bavarikon erstellt. Das Angebot wird monatlich um neue Inhalte erweitert, und laufend schließen sich weitere Institutionen dem Portal an. Über Schnittstellen werden die Inhalte zudem an die Deutsche Digitale Bibliothek und die Europeana weitergeleitet. Der laufende technische, redaktionelle und organisatorische Betrieb von bavarikon wird von der Bayerischen Staatsbibliothek getragen. Die teilnehmenden Kultureinrichtungen stellen dem Portal Kopien ihrer digitalen Objekte zur Verfügung, die auf den Servern des Münchener Leibniz-Rechenzentrums gespeichert werden.
In den Anfangsjahren war bavarikon Teil des „Bayerischen Kulturkonzepts“. Anfang 2025 kooperierten etwa 200 bayerische Kulturinstitutionen mit bavarikon. Im November 2024 brachte das neu hinzugekommene Spielzeugmuseum Nürnberg das 500.000ste Objekt in die digitale Sammlung ein: ein kunstvoll gestaltetes Spielzeug-Musterbuch, das seither online verfügbar ist.

## Konzept und Inhalt

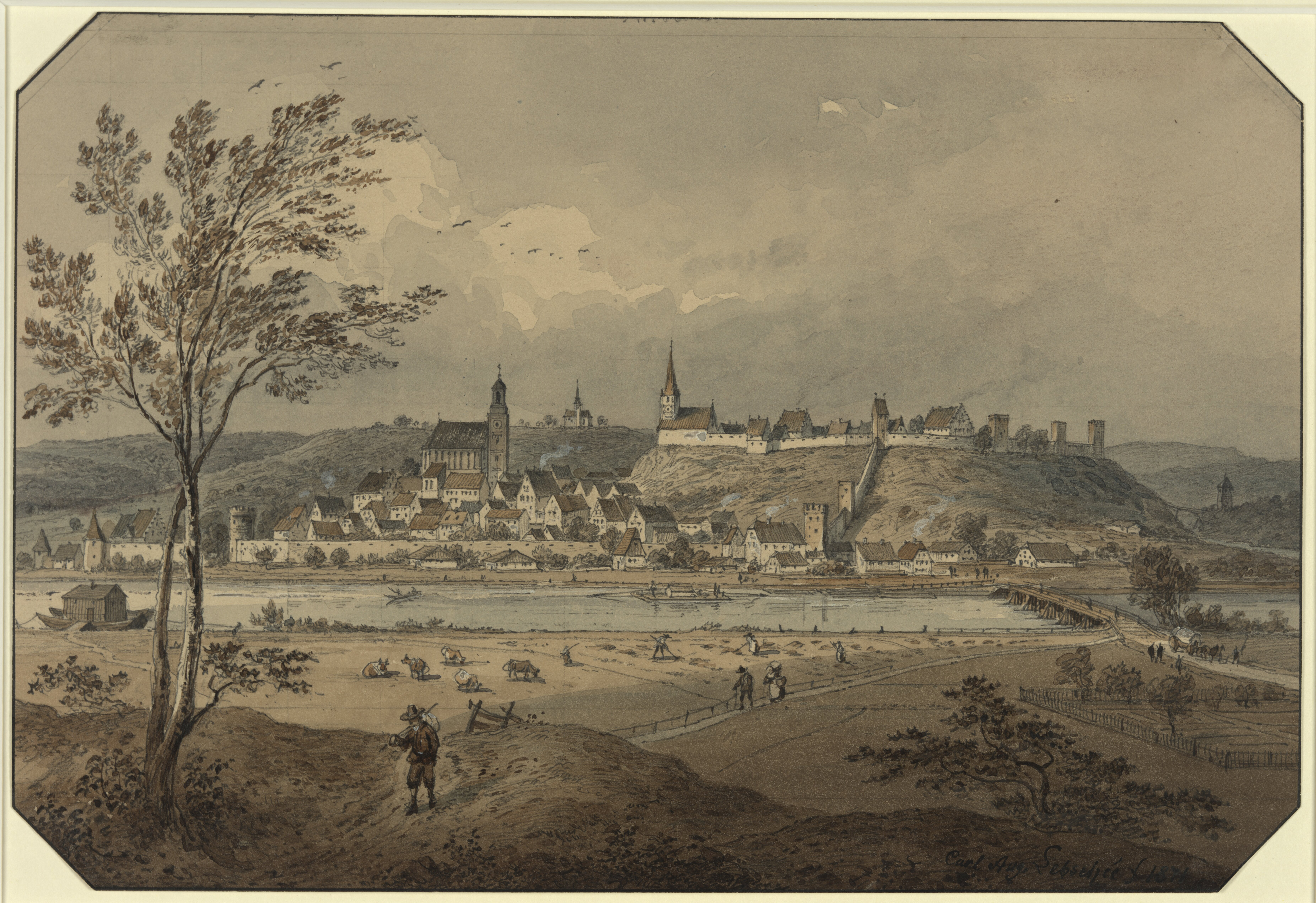
Carl August Lebschée: Dingolfing um 1600 (nach Hans Donauer dem Älteren), München 1871, hier in bavarikon

Zu den vollintegrierten Objekten von bavarikon zählen digitalisierte Archivalien, Handschriften, Gemälde und andere Museumsstücke. Weitere Inhalte sind Datensätze zu Schlössern und Burgen sowie Karten, Fotografien und Informationen zu Orten, Institutionen und Personen. Hochauflösende Scans zeigen Abbildungen von Objekten, Gemälden und Texten aus dem bayerischen Kulturraum. Ausgewählte Exponate bayerischer Sammlungen werden als dreidimensionale Objekte präsentiert. Damit werden neue Perspektiven auf die Kunstgegenstände eröffnet: Sie lassen sich hin- und herbewegen, verkleinern, vergrößern und drehen. Parallel wurde die iOS-App „bavarikon 3D“ programmiert. Die Inhalte von bavarikon bestanden anfangs im Wesentlichen aus bereits vorhandenen Digitalisaten; sie werden seit 2014 laufend um weitere eigens im Rahmen der Projektförderung digitalisierte Objekte ergänzt. Im März 2017 ging die erste virtuelle Ausstellung des Kulturportals bavarikon mit dem Titel Martin Luther und die Reformation in Bayern online. Seitdem präsentiert bavarikon regelmäßig neue Ausstellungen.
Seit September 2022 erscheint alle 14 Tage eine Folge des bavarikon Podcast. Die etwa zehnminütigen Folgen behandeln vorrangig historische Persönlichkeiten und Ereignisse aus Bayern. Darüber hinaus werden seit 2024 Inhalte des Portals auf der zusätzlichen Website bavarikon4U, die sich an Jugendliche richtet, unterhaltsam und leicht verständlich präsentiert.
bavarikon unterscheidet sich von ähnlichen Portalen wie der Deutschen Digitalen Bibliothek, Europeana und der Digital Public Library of America vor allem durch das bereits erwähnte Konzept der Vollintegration digitaler Inhalte. Anstatt nur Metadaten zu verzeichnen, werden Kopien der digitalen Objekte auf den Servern des Münchener Leibniz-Rechenzentrums der Bayerischen Akademie der Wissenschaften gespeichert. Dies ermöglicht direkten Zugriff und eine nahtlos vernetzte, multimediale Präsentation, ohne Nutzer auf externe Seiten umzuleiten. Von seiner Grundkonzeption her lässt sich bavarikon daher am ehesten mit der World Digital Library (WDL) vergleichen.

## Vorgeschichte, Gründung und weitere Entwicklung des Portals
Die Ursprünge von bavarikon lassen sich bis zur Bayerischen Landesbibliothek Online (BLO) zurückverfolgen, die 2002 als eines der ersten Regionalportale in Deutschland online gegangen ist. Die BLO ist ein kulturwissenschaftliches Informationsportal, das elektronische Angebote zu Geschichte und Kultur Bayerns bereitstellte. Es wurde als Gemeinschaftsprojekt von sechs bayerischen Bibliotheken unter der Leitung der Bayerischen Staatsbibliothek ins Leben gerufen und zog Kooperationen mit Archiven, Museen, Behörden und Universitäten an. Trotz der breiten Partnerschaften konnte sich das Konzept nicht zuletzt aufgrund der Bezeichnung „Bibliothek“ nur bedingt etablieren und blieb in seiner Reichweite begrenzt. In Reaktion auf diese Einschränkungen entwickelte die Bayerische Staatsbibliothek, zusammen mit Ferdinand Kramer, dem Vorsitzenden des wissenschaftlichen Beirats der BLO, die Idee eines spartenübergreifenden Kulturportals, das die Vielfalt der bayerischen Kultur stärker in den Fokus stellen sollte.
Diese Vision fand schließlich politischen Rückhalt, als Ministerpräsident Horst Seehofer im Januar 2012 im Rahmen seiner Regierungserklärung den Aufbau eines digitalen Kulturportals im Kontext des Kulturkonzepts Bayern ankündigte. Infolgedessen wurde das Projekt unter dem Arbeitsnamen „Digitales Kulturportal Bayern“ weiterverfolgt, und am 26. September 2012 beschloss das bayerische Kabinett die konkrete Realisierung des Projekts. Mit der Koordination, technischen Umsetzung, dem Betrieb und der redaktionellen Betreuung des Portals wurde die Bayerische Staatsbibliothek betraut, wo sich auch die Geschäftsstelle befindet. Ein vorrangiges Ziel war es, eine Beta-Version des Portals schnellstmöglich online zu stellen, was Mitte April 2013 gelang. Der für das Portal gewählte Name „bavarikon“ stellt ein Kunstwort dar und soll internationale Verständlichkeit mit inhaltlicher Mehrdeutigkeit vereinen. Der Wortteil „bavar“ verweist auf Bavaria, den lateinischen und englischen Namen für Bayern, während „ikon“ sowohl Assoziationen zu „icon“ bzw. „eikón“ (Bild) als auch zu „Lexikon“ ermöglicht. Diese semantische Offenheit soll hierbei die multimedialen Inhalte und Wissensbestände des Portals reflektieren.
Im Mai 2015 konnte bavarikon schließlich mit einer konsolidierten technischen Infrastruktur in den Regelbetrieb überführt werden. Als Vorläufer von bavarikon wurde die BLO seit 2018 schrittweise in die Plattform integriert, ein Prozess der Mitte 2025 abgeschlossen worden ist. bavarikon wuchs ab 2015 kontinuierlich und baute seine Sammlung digitaler Objekte aus, sodass es in Bayern schnell zu einem wichtigen digitalen Kulturangebot wurde. Anfang 2025 kooperierten bereits rund 200 bayerische Kulturinstitutionen mit bavarikon. Ein besonderer Meilenstein war die Aufnahme des 500.000sten Objekts: Ein Spielzeug-Musterbuch aus dem Spielzeugmuseum Nürnberg, das im November 2024 in die Sammlung integriert wurde und seitdem online abrufbar ist.

## Beteiligungen
Die Inhalte liefern die sich beteiligenden Partner-Institutionen. Zu Beginn waren dies das Bayerische Landesamt für Denkmalpflege, das Bayerische Nationalmuseum, die Bayerische Staatsbibliothek, die Bayerischen Staatsgemäldesammlungen, die Bayerische Verwaltung der staatlichen Schlösser, Gärten und Seen, die Generaldirektion der Staatlichen Archive Bayerns, das Haus der Bayerischen Geschichte, das Landesamt für Digitalisierung, Breitband und Vermessung Bayern (ehemals Landesamt für Vermessung und Geoinformation Bayern), das Münchner Stadtmuseum und die Universitätsbibliothek Regensburg. Seit dem Onlinegang sind zahlreiche weitere Einrichtungen auch in nichtstaatlicher Trägerschaft hinzugekommen. Die Präsentation einer Vielzahl von Inhalten neuer Projektpartner ist in Vorbereitung. Das Leibniz-Rechenzentrum stellt die Server, auf denen die Inhalte und die technische Infrastruktur vorgehalten werden.
Die Anzahl der an bavarikon beteiligten Partnerinstitutionen wächst regelmäßig. Anfang 2025 waren es etwa 200 Partner.

## Organisation und Finanzierung
An der Spitze des Projektes steht eine Leitungsebene, die aus dem Staatsministerium für Wissenschaft und Kunst sowie dem Staatsministerium für Digitales besteht. Der Leitungsebene ist die Entscheidung über die grundsätzliche Ausrichtung von bavarikon sowie die Digitalisierungsstrategie für den künftigen inhaltlichen Ausbau vorbehalten. Sie wird unterstützt vom bavarikon-Rat, der sich aus derzeit 14 Mitgliedern aus bayerischen Kultureinrichtungen (Archive, Bibliotheken, Museen, Landesämter etc.) zusammensetzt. Er gibt fachliche Empfehlungen für den technischen Betrieb, legt Kriterien für die Auswahl der Inhalte fest und entscheidet über die einzelnen Digitalisierungsprojekte. Die Bayerische Staatsbibliothek trägt den laufenden technischen, redaktionellen und organisatorischen Betrieb. Im Doppelhaushalt 2013/2014 wurden für Auf- und technischen Ausbau insgesamt 5 Millionen Euro brutto bereitgestellt. Im Doppelhaushalt 2015/16 waren jährlich zwei Millionen Euro für die Weiterentwicklung von bavarikon vorgesehen, ebenso im Doppelhaushalt 2017/18. Mit dem Nachtragshaushalt 2018 wurden die Mittel auf drei Millionen Euro erhöht. Durch den Doppelhaushalt 2019/20 wurden Teile dieses Ansatzes in feste Personalstellen der Bayerischen Staatsbibliothek umgewidmet. Seit 2021 beträgt der Etat wieder rund zwei Millionen Euro.
bavarikon war Bestandteil der Digitalisierungsstrategie der Bayerischen Staatsregierung und des Masterplans „Bayern Digital II“ vom 30. Mai 2017.